# Resistance (BOPの曲)
『Resistance』（レジスタンス）は、2023年2月15日に発売されたBOPの3rdシングル。

## 概要
MADKIDのLINが作詞作曲を担当。
メンバーは、翔咲心、海憧乙綺、彩浪遥斗、流雅真紗斗。
同じdreamBoat内のグループであるPipping Hotと同時初売を行い、互いに成長するためにオリコンチャートやMV再生数など10番勝負を実施。

## 収録曲
テイチクレコード公式サイト内の紹介ページによる。

### 初回限定盤A
CD
1. Resistance
  - 作詞・作曲・編曲：LIN（MADKID）
2. Don't Stop Me Now
  - 作詞：犬塚ヒカリ
  - 作曲・編曲：Rogers In Me

DVD
- 「Resistance」Music Video

### 初回限定盤B
CD
1. Resistance
2. Don't Stop Me Now

DVD
- 「Resistance」Making

### 通常盤
CD
1. Resistance
2. Don't Stop Me Now
3. Playlist
  - 作詞・作曲：阿久津健太郎
  - 編曲：佐久間誠
4. Resistance（Instrumental）
5. Don't Stop Me Now（Instrumental）
6. Playlist（Instrumental）

## 10番勝負結果
| #   | 内容                                 | BOP | PippingHot |
| --- | ------------------------------------ | --- | ---------- |
| 1.  | LINE MUSIC再生回数バトル             | 〇  | ×          |
| 2.  | Music Video再生回数バトル            | ×   | 〇         |
| 3.  | 1月29日ライブ動員バトル              | ×   | 〇         |
| 4.  | オリコンウィークリーランキングバトル | ×   | 〇         |
| 5.  | カラオケバトル                       | 〇  | ×          |
| 6.  | 体力テスト                           | 〇  | ×          |
| 7.  | イケメングランプリ                   | ×   | 〇         |
| 8.  | Twitterハッシュタグツイートバトル    | 〇  | ×          |
| 9.  | メンバー対抗クイズバトル             | △   | △          |
| 10. | シークレットバトル（箱の中身当て）   | △   | △          |

結果は4勝4敗2引き分けの「引き分け」に終わったため、合同でファン感謝祭を開催する事が決定した。